# Misodendrum
Misodendrum là một họ thực vật hạt kín sống kiểu bán ký sinh như tầm gửi trên các loài Nothofagus khác nhau. Hiện tại người ta công nhận khoảng 8 loài cây bụi, trong 1 chi (Misodendrum), chỉ sinh sống hạn hẹp tại các khu rừng trong khu vực ôn đới mát ở miền nam Nam Mỹ, chủ yếu ở phía nam vĩ độ 33.
Họ Misodendraceae được đặt trong bộ Santalales. Họ được nhiều nhà phân loại học công nhận, bao gồm cả hệ thống APG III năm 2009 (không đổi so với hệ thống APG II năm 2003 và hệ thống APG năm 1998) với vị trí phân loại là trong bộ Santalales của nhánh core eudicots.

## Phát sinh chủng loài
Tất cả các phân tích phân tử nhiều gen gần đây (Der & Nickrent 2008; Malécot & Nickrent 2008; Vidal-Russell & Nickrent 2008) đều đặt họ Misodendraceae như là nhóm có quan hệ chị em với họ Schoepfiaceae và hai họ này hợp thành một nhánh có quan hệ chị em với họ Loranthaceae. Niên đại phân tử chỉ ra rằng Misodendrum lần đầu tiên đạt dược kiểu phát triển ký sinh trên không trung vào khoảng 80 triệu năm trước (Vidal-Russell & Nickrent 2008).

## Các loài
- Misodendrum angulatum Phil.
- Misodendrum brachystachyum DC.
- Misodendrum gayanum Tiegh.
- Misodendrum linearifolium DC.
- Misodendrum macrolepis Phil.
- Misodendrum oblongifolium DC.
- Misodendrum punctulatum Banks ex DC.
- Misodendrum quadriflorum DC.

## Hình ảnh

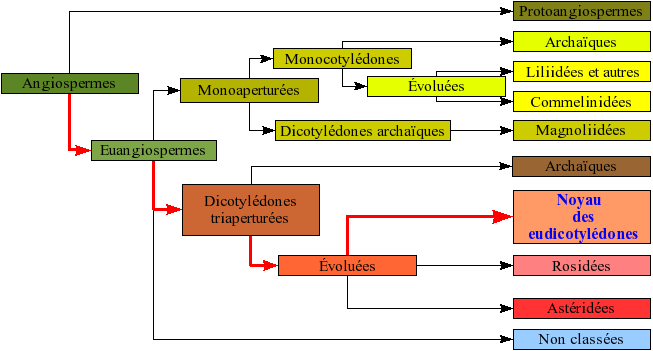